# Woody Harrelson
Woodrow Tracy Harrelson, ameriški filmski in televizijski igralec, * 23. julij 1961 Midland, Texsas, ZDA.
Znan je predvsem po upodobitvi vlog kot so Billy Hoy v Driblerja pod košem (1992), Mickey Knox v Rojena morilca (1994), Larry Flynt v Larry Flynt (1996), Tallahasse v Dobrodošli v deželi zombijev (2009), Haymitch v Igre lakote: Arena smrti (2012-2015), Bill Willoughby v Trije plakati pred mestom (2017) in Cletus Kasady/Carnage v Venom: Naj bo Carnage. Na televiziji je znan po vlogah Woodyja Boyda v oddaji Na zdravje (1985-1993) in Martina Harta v antologijski seriji Pravi detektiv  (2014).